# Marte Mk2

Primi lanci MK2 da elicottero SH3D-anni '80

Il Marte Mk2 è un missile antinave a corto/medio raggio, multipiattaforma, subsonico, con inviluppo di volo "sea-skimming" e guida radar attiva realizzato inizialmente da OTO Melara poi da MBDA per la Marina Militare Italiana.
Il Marte è disponibile in tre versioni:
- Marte Mk2/A: Versione aviolanciabile. L'Aeronautica Militare Italiana aveva pianificato la sua adozione per l'Aermacchi MB-339 e l'AMX, ma non si andò oltre i lanci di qualifica.
- Marte Mk2/S: Versione elilanciabile, la Marina Militare Italiana lo ha adottato per gli elicotteri SH-3D, NH90 ed AW101.
- Marte Mk2/N: Ultima nata in ordine di tempo, specifica per essere lanciata da imbarcazioni.

## Storia
Negli anni sessanta la Società Contraves Italiana avviò un programma di sviluppo missilistico antinave, denominato Nettuno, destinato ad armare unità navali leggere: un concorrente all'epoca era l'SS.12 francese, un vecchio missile anticarro filoguidato adattato al ruolo antinave, obsoleto ma piuttosto diffuso. I progettisti presero come modello il missile Sparrow, e realizzarono un ordigno relativamente leggero (circa 170 kg) con una testa di guerra di circa 30 kg, e un propulsore a propellente solido.
Il sistema di guida era del tipo beam-rider, nel senso che il missile veniva obbligato a seguire, nel piano orizzontale, l'asse del fascio radar a scansione conica puntato manualmente sul bersaglio. Sul piano verticale era guidato da un radio altimetro,  sviluppato dal Reparto Missili della Contraves che lo faceva viaggiare, nella fase iniziale del volo, ad una quota fissa di 15 metri sul livello del mare, e nella fase finale, ad una quota prefissata fra 3 e 5 metri a seconda dello stato d'agitazione della superficie marina. La gittata era limitata a una decina di chilometri e quindi il missile, denominato Sea Killer MK1, era classificabile esclusivamente come arma di difesa.
Nel 1969 il Reparto Missili della Contraves fu trasferito alla Sistel Sistemi Elettronici, società fondata nel 1967 in joint venture da cinque società, tra cui la stessa Contraves Italiana. La Sistel avviò lo sviluppo di un missile potenziato, Vulcano, denominato Sea Killer MK2, con testa esplosiva di 70 kg e portata aumentata a 20 km, ottenuta tramite l'aggiunta di un ulteriore stadio di propulsione (booster) che forniva la spinta iniziale e si distaccava dopo i primi secondi di volo. 
Entrambe le versioni erano previste per lanci da nave dotata di appositi lanciatori multipli.
Il missile MK2 fu acquistato in 120 esemplari dall'Iran, allora ancora guidato dallo Scià Reza Pahlevi, che lo montò nel 1971, sulle sue unità di scorta della Classe Saam, dotate di lanciatori quintupli e centrale di tiro Sea Hunter della Contraves Italiana, fornita di radar di scoperta e inseguimento del bersaglio. La Marina Militare lo aveva testato sulla motocannoniera Saetta dove venne imbarcato un lanciatore quintuplo che prese il posto del cannone centrale da 40mm e venne imbarcato a bordo dell'unità nel 1966.
I successivi sviluppi del missile MK2 furono orientati al suo impiego come arma in dotazione agli elicotteri della Marina Militare con finalità antinave. Il progetto assunse il nome di Marte. Il nuovo missile interessò la Marina Militare Italiana, che nei primi anni ottanta lo omologò per l'impiego sugli elicotteri imbarcati classe AB-212 e SH-3D in funzione antinave.
L'integrazione del missile nel sistema antinave per lanci da elicottero fu portata avanti seguendo due linee sequenziali:
1. Il missile Sea Killer MK2 e il sistema di guida nel piano verticale rimasero identici ma nel piano orizzontale la guida venne comandata con un sistema beam-rider modificato, di tipo track-while-scan, fornendo cioè al missile con sistemi di trasmissione antidisturbo del tipo frequency hopping i dati deducibili dal radar di scoperta dell'elicottero, senza più la necessità di un radar di puntamento che seguisse il bersaglio, evitando così che questo potesse avvertire la minaccia. Venne anche avviata una prima digitalizzazione dell'elettronica.
2. Il missile venne dotato di un'ogiva ampliata per contenere un radar della società SMA-Segnalamento marittimo ed aereo che fornisse, nel piano orizzontale, la guida “homing” attiva necessaria per raggiungere il bersaglio. In questa versione la guida nel piano verticale rimaneva sempre di tipo altimetrico mentre quella orizzontale era prevista, nella prima fase di volo, di tipo inerziale, tramite giroscopi che fornissero la direzione prestabilita dall'unità di processazione dei dati, mentre nella seconda fase, ad un tempo prefissato, la guida diventava di tipo homing attivo tramite il radar.

Da metà degli anni ottanta gli sviluppi furono studiati e realizzati con la collaborazione ed il controllo della Oto Melara, una delle società azioniste. All'inizio degli anni novanta la Sistel fu liquidata ed il progetto fu completamente acquisito e portato a termine dalla Oto Melara.
Il programma non ha poi conosciuto ulteriori sviluppi, a parte la proposta di una versione antiradar, mai realizzata; a partire dal 2003 sono iniziati i test di una versione aggiornata dotata di elettronica completamente digitale e seeker del Teseo/Otomat, per l'impiego su elicotteri NH 90 ed EH-101.

## Sviluppi futuri

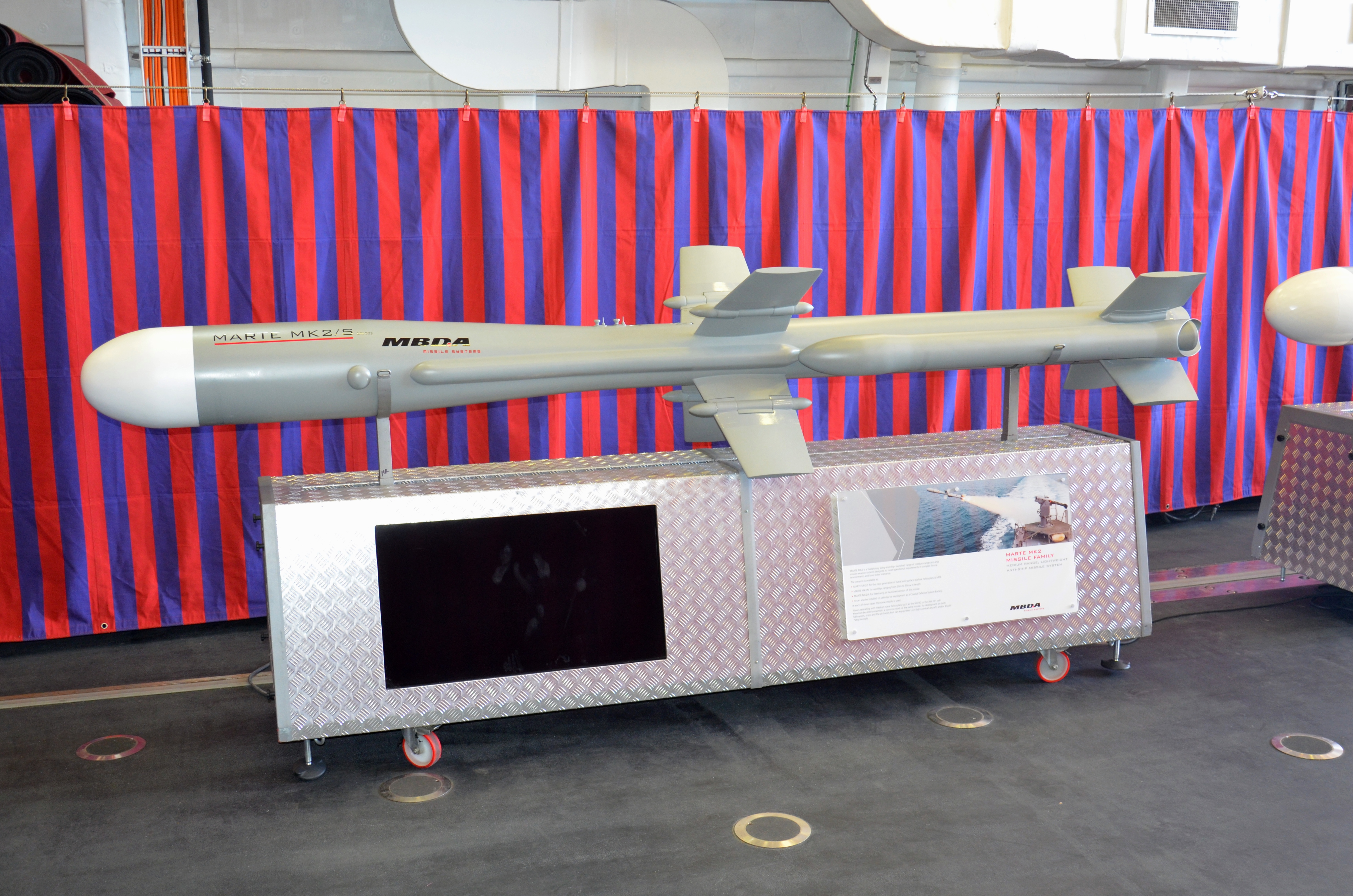
Marte Mk2/S-A

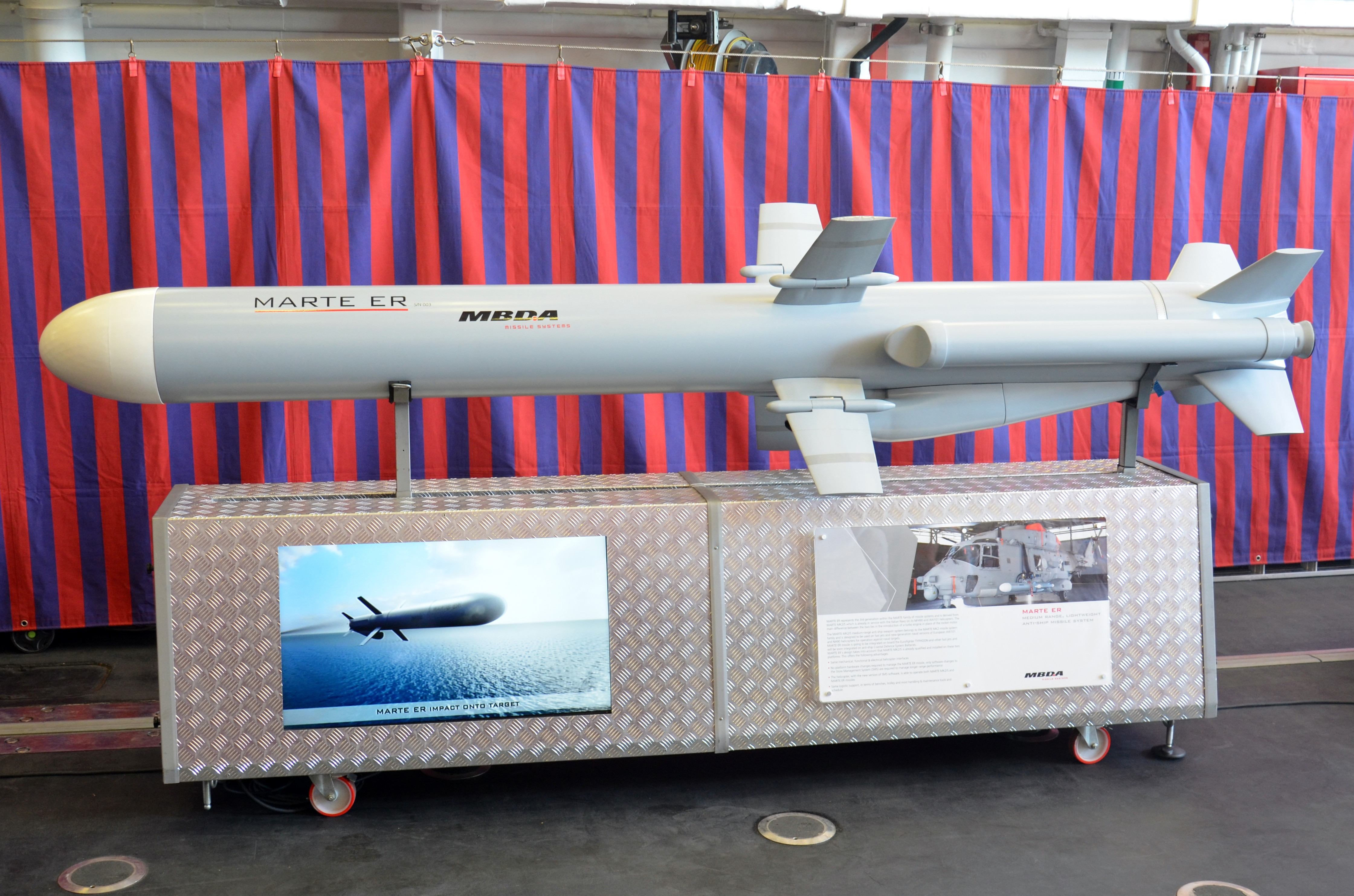
Marte Mk2 ER

Durante l'edizione 2009 del salone di Parigi Le Bourget, Antonio Perfetti, a.d. di MBDA Italia ha annunciato l'inizio della fase di sviluppo di due nuove versioni del Marte:

### Marte Mk2/S-A
Si tratta di una versione studiata per essere utilizzata da velivoli da attacco leggero o versioni armate di addestratori come l'Alenia Aermacchi M-346 o l'MB-339. Il missile avrà una gittata di 45 km, una massa di 260 kg, avionica totalmente digitale e nuovi servo-attuatori per le superfici di controllo. A novembre 2015 MBDA ha annunciato la prossima integrazione con l'Eurofigther che sarà in grado di trasportarne fino a sei contemporaneamente ad altri missili antiaerei di autodifesa.

### Marte Mk2 ER
Rispetto alla versione "2S-A" le modifiche nella versione "ER" (extended range) sono più radicali rispetto al Marte Mk2 originale. Un motore turbogetto Williams WJ-24-8G porterà la gittata a 100 km mentre MBDA Italia sta svolgendo degli studi per sostituire l'attuale sistema di guida (radar attivo) con un sensore del tipo IIR (imaging infrared). Il missile avrà un peso al lancio di circa 300 kg (contro i 310 kg della versione "Mk2/S" lanciata da elicottero), ed una lunghezza di 3,2 m. Questa versione è studiata per essere utilizzata da parte di elicotteri come l'AW-101 o l'NH90.
Inoltre è in corso di integrazione (2020) sul velivolo Eurofighter Typhoon

## MMCDS
Il Marte Mobile Coastal Defence System è una batteria missilistica costiera basata sul Marte ER.
Il sistema è progettato per essere mobile, rapidamente schierabile e necessita di un numero di personale ridotto per il suo funzionamento.
Esso è composto da:
•1 unità sensoristica mobile
•1 unità di controllo mobile
•1 o più lanciatori ognuno da 4 missili
•1 unità di manutenzione mobile (facoltativa)
•1 unità di ricarica mobile (facoltativa)
Il sistema può essere interconnesso con reti di sorveglianza e altri sistemi di targeting terzi.